# Pogona vitticeps
El dragón barbudo (Pogona vitticeps) es una especie de saurópsido escamoso de la familia de los agámidos originario de las regiones desérticas y semidesérticas de Australia. Es diurno, omnívoro y terrestre semiarborícola. Actualmente es comercializado como mascota en diversos lugares del mundo. Recibe este nombre por el repliegue de piel, con escamas puntiagudas que tiene debajo de la garganta. También tiene el cuerpo recubierto de espinas blandas.

## Descripción
Es un lagarto de paso firme con garras no retráctiles. Sus párpados pueden cerrarse y abrirse. Su gran cabeza triangular diapside está rodeada por una hilera de escamas espinosas bajo el cuello, que le sirve para intimidar a posibles rivales o a depredadores. Cuando se siente amenazado, el dragón barbudo abre ampliamente la boca, desplegando al mismo tiempo su barba de espinas, la cual se colorea de negro, con el fin de impresionar sus adversarios. Una serie de escamas espinosas está también presente a ambos lados del cuerpo. A lo largo de su espalda tienen dos hileras de manchas.aunque no siempre es así.

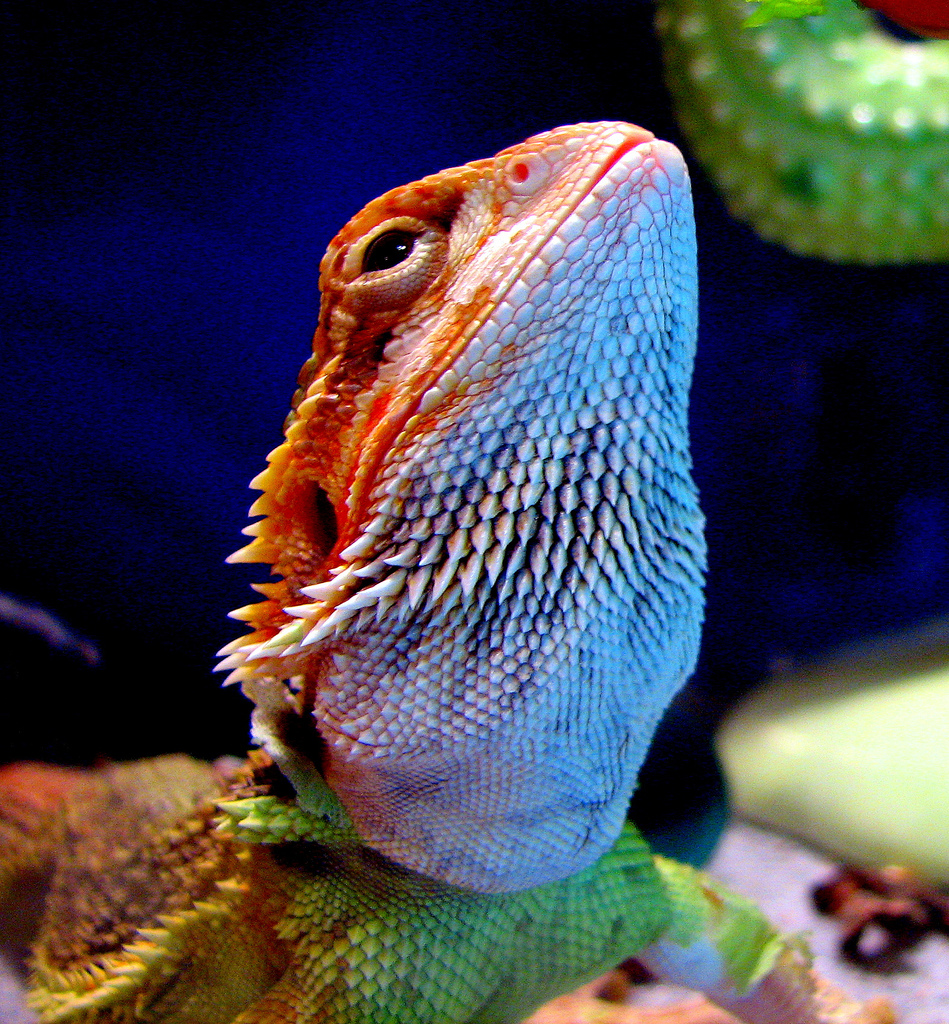
Las "fases" de coloración son muy diversas.

Los machos adultos, que llegan a medir hasta 60 cm de largo y a pesar 450 g, son más grandes que las hembras; poseen varios poros femorales bien diferenciados situados dentro de los muslos. Los abultamientos del hemipene a ambos lados de la cola, son visibles en los machos. 
Hay dragones barbudos de una gran variedad de colores, incluyendo castaño, pardo, gris, verde, rojizo, y anaranjado. cada individuo es capaz de experimentar cambios muy leves de su color para ayudar a regular su temperatura y expresar su estado de ánimo.
Hay muchos tipos diferentes de dragones barbudos. Si está considerando comprar un dragón barbudo al criador, lo más probable es que le ofrezca uno o más de los siguientes tipos de dragones barbudos.
Dragones barbudos gigantes alemanes
Dragones barbudos de espalda laúd
Dragones barbudos de lomo de seda

## Hábitat
Es originario del outback,  de los desiertos y sabanas del suroriente de Australia, más concretamente de los estados de Nueva Gales del Sur y Victoria. No son arbóreos. Desiertos, matorrales y bosques secos.
Dependiendo de la especie, los dragones barbudos están repartidos por todo el continente australiano. Su hábitat está en el outback de Australia, pero no se ven en el norte húmedo, en el extremo sureste y suroeste, ni en Tasmania. Por lo tanto, solo habitan las zonas secas y austeras como las estepas, los semidesiertos y los bosques áridos con poca vegetación.
Domogalla, A. (2003). zooplus: Online-Couponing im Haustierbedarfsmarkt. In Handbuch Couponing (pp. 639-658). Gabler Verlag, Wiesbaden.

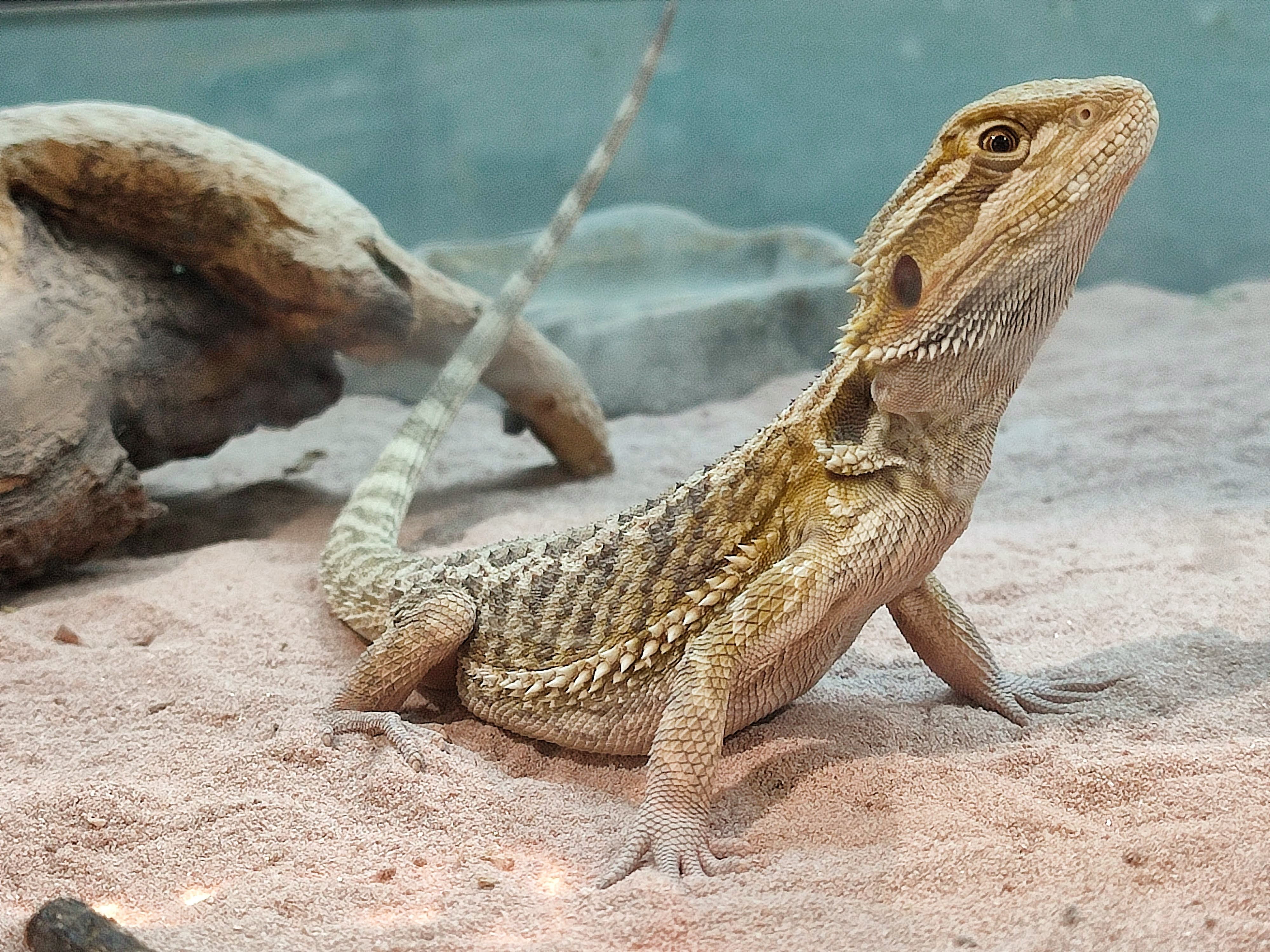
lagarto pogona

## Comportamiento en cautividad

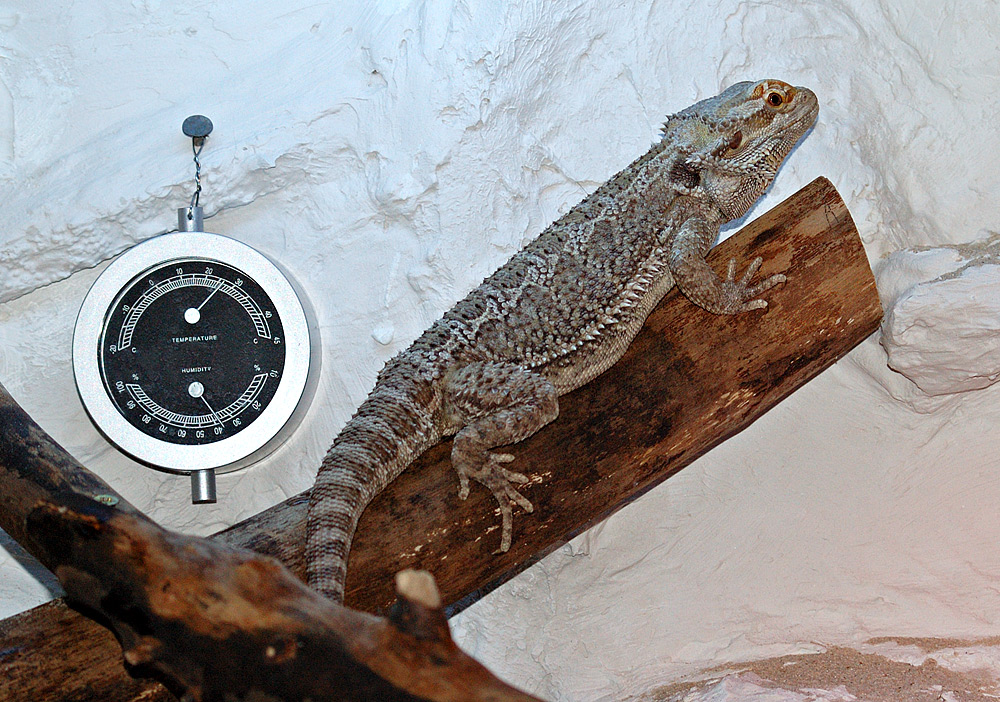
Al contrario de las especies arborícolas, el dragón barbudo necesita un terrario más largo que alto.

Es dócil y se deja manipular con facilidad, de manera que no representa peligro para los humanos. Al caer la noche baja al suelo, busca un escondite y toma un sitio poco visible para descansar. Si es agresiva debemos dejarla tranquila o darle alimento con la mano y poco a poco vera que no somos un depredador. 

### Temperatura
Es fácil observar como responde a la temperatura del ambiente: cuando quiere almacenar del calor, se aplana para recibirlo perpendicularmente en todo su cuerpo, cuando quiere refrescarse, abre la boca para favorecer una mayor transpiración y en consecuencia una mayor pérdida de calor. Si el animal pasa todo su tiempo la boca abierta, es que la temperatura dentro del terrario es demasiado elevada. Es conveniente mantenerlo a una temperatura entre 30 y 35 °C en el día y entre 20 y 23 °C en la noche; en todo caso no se debe dejar bajar la temperatura de los 18 °C ni se debe permitir que suba por sobre los 43 °C, pues el animal podría incluso morir. También la humedad debe de mantenerse entre el 40 y 60 por ciento para evitar problemas respiratorios.

### Jerarquía
Existe una jerarquía al interior de los grupos. Cuando hay varios especímenes reunidos, el lugar más alto se reserva para el individuo dominante en el grupo.  Los machos pueden batallar entre sí cuerpo a cuerpo y ocasionarse heridas. La jerarquía se mantiene más frecuentemente mediante rituales de gestos, como movimientos de las patas y oscilaciones de la cabeza que tratan de sustituir los enfrentamientos directos. Es aconsejable no mantener más de un macho con las hembras en el mismo terrario, a no ser que sea grande y disponga de varios sitios elevados con una lámpara para calentar cada uno.

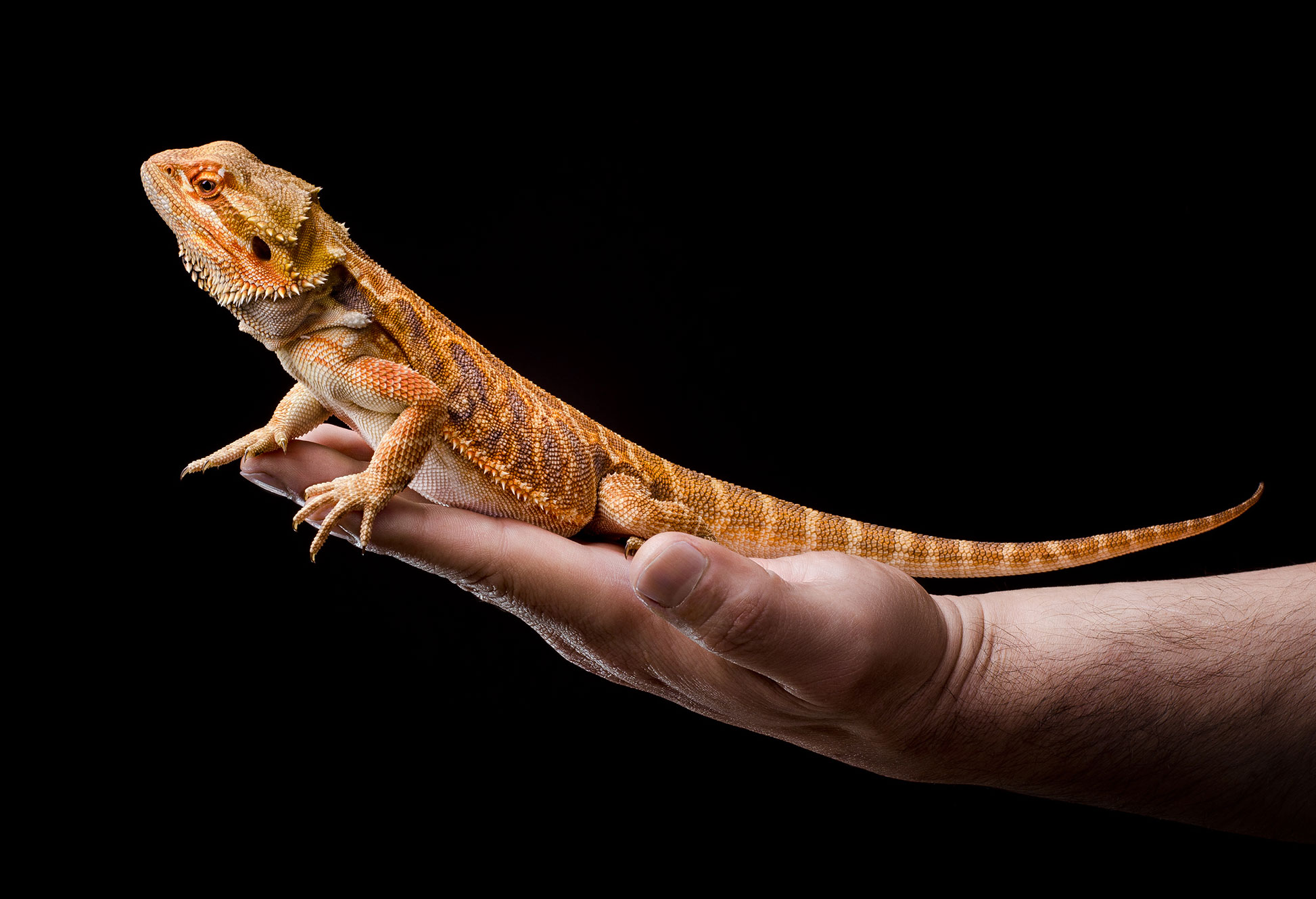
Dragón barbudo, pogona

### Reproducción
El macho en busca de la hembra oscila la cabeza frecuentemente cerca de éstas e infla su barba. En algunos especímenes, la extremidad de la cola se ennegrece como la barba. Las hembras receptivas se aplanan ligeramente y levantan levemente la cola. El macho coge entonces el cuello de la hembra con sus dientes y coloca su cuerpo de manera que pueda colocar las dos cloacas una cerca de la otra. Usará entonces el hemipene para fertilizar a la hembra, esta pondrá huevos al cabo de un tiempo. Alcanza la madurez sexual al cabo de 1 o 2 años de vida.

### Detalles cotidianos

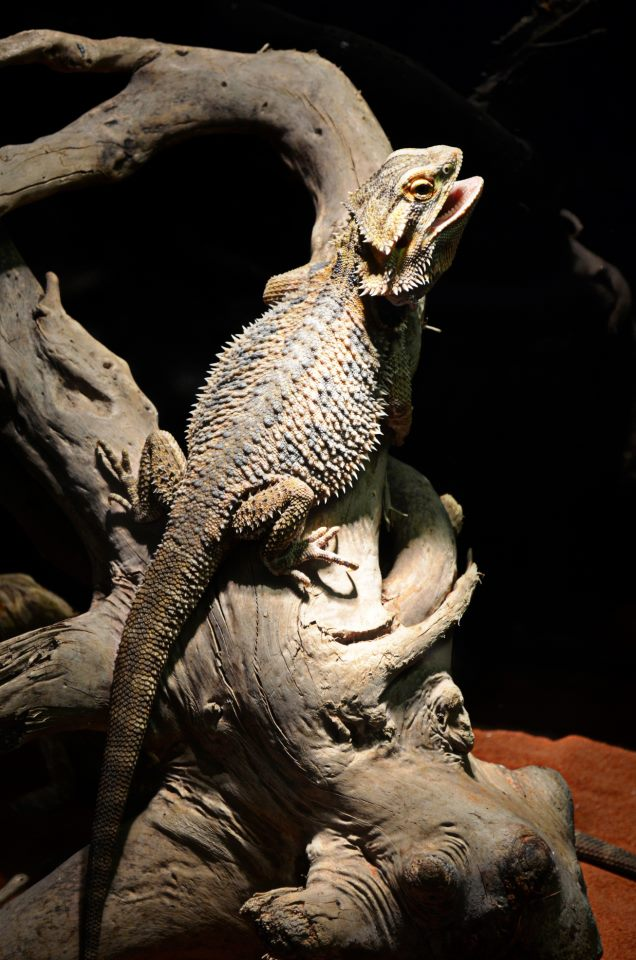
Dragón barbudo en cautiverio

A veces rasguña el vidrio del terrario, al salir a comer puede verse reflejado y eso suele molestarlo. Puede tensionarse también al ver una mano humana, un perro u otra mascota. Una vez apagado el alumbrado, puede ser que ponga la cabeza bajo el sustrato, porque es molestado por un elemento exterior (TV, PC, luz...); entonces debe ponerse algún paño o trapo sobre el terrario para que pueda dormir tranquilamente.

### Alimentación

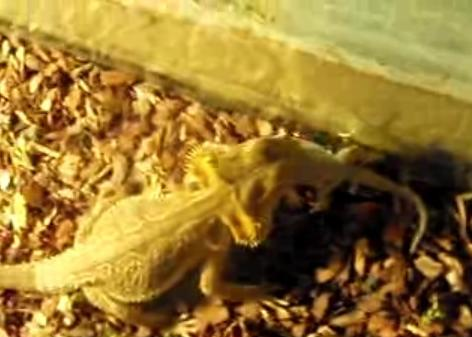

Se alimentan de vegetales, frutas e insectos, lo adecuado es que coman de todo, ya que pueden enfermar si solo comen carne, vegetales o fruta. Grillos, cucarachas, tenebrios, gusanos miel, zophobas, langostas, moscas, lombrices, gusanos de seda, polillas y pupas (sin la seda), caracoles (son muy carnosos y tienen mucho calcio) con concha y ratones sin pelo recién nacidos.
```
Vegetales: canónigos, rúcula, diente de león (flor y capullo), morera (hojas y sus frutos, además contiene mucho calcio y les gusta mucho, sobre todo a los adultos), pétalos de rosas,  flores de hibiscus, repollo, zanahoria (tiene mucho caroteno y esto hace que tenga mucho más colorido), y frutas. La alimentación debe ser variada y no tóxica: se deben evitar el fósforo y los oxalatos (lechuga, espinaca o tomate), o consumirlos en baja cantidad.
```

Se debe tener en cuenta lo corto y delicado de su aparato digestivo. Las heces normales de estos animales deberían ser como un "gusanillo" de tono marrón oscuro, con una parte añadida de color amarillento blanquecino, que es la orina, cabe recalcar que esta tiene un olor muy fuerte. Si no es de este aspecto, se debe llevar a la pogona al veterinario.
El agua se suministrara con un pulverizador, 2 o 3 veces por semana, ya que las pogonas beben del rocío del campo. Es recomendable dejarle un recipiente con agua limpia para que tomen sus baños que les son buenos para la muda de piel.
Dieta
Los dragones barbudos no son quisquillosos con la comida. Con sus fuertes mandíbulas, pueden apretar y aplastar insectos de caparazón duro como los escarabajos. Como omnívoros, también buscarán hojas, flores, frutas y, ocasionalmente, pequeñas lagartijas o roedores.

## Referencias

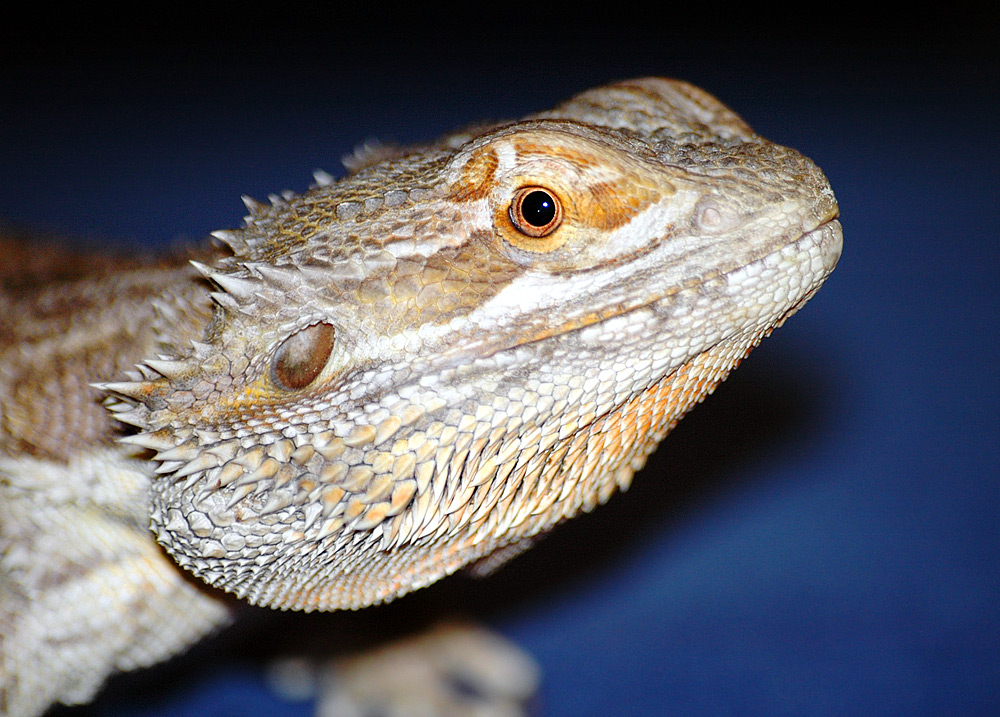
Primer plano de un dragón barbudo.

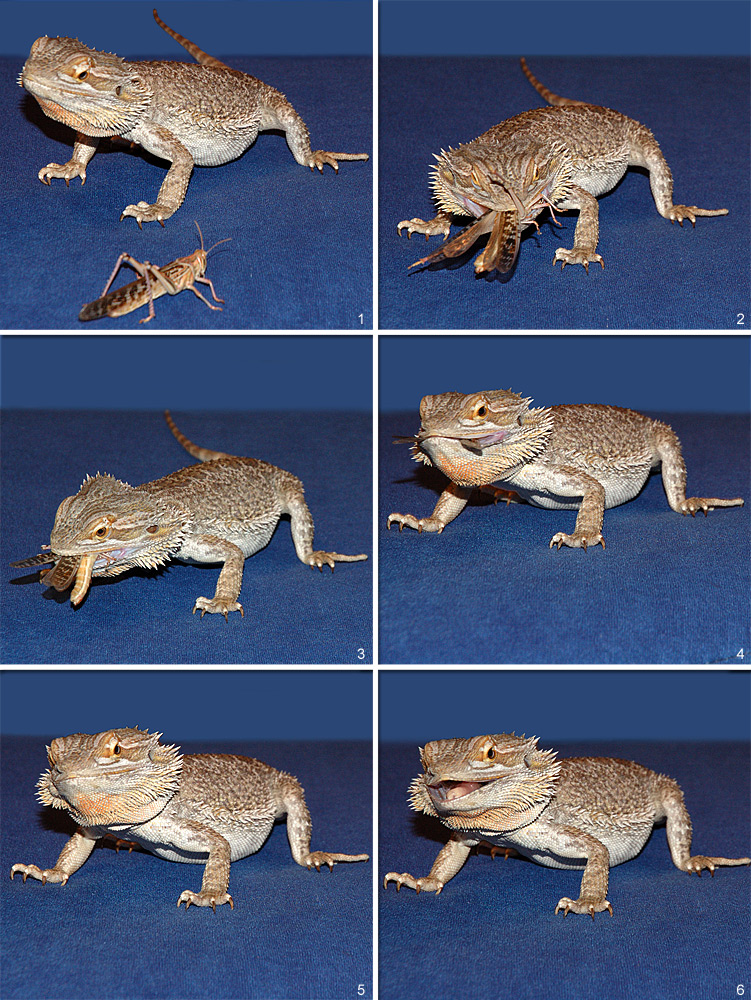
Un dragón barbudo alimentándose.